# Vae victis

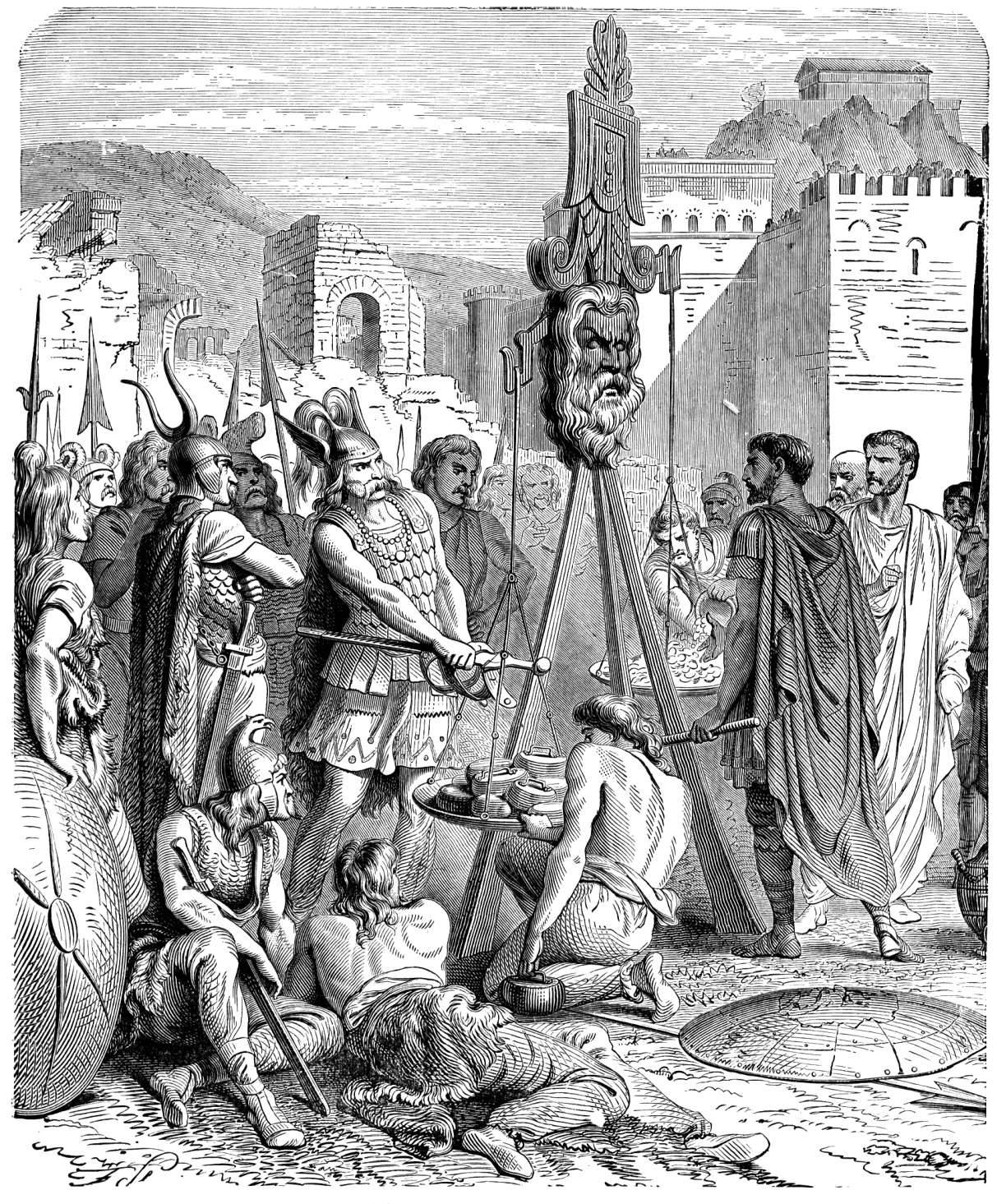
Brenno, capo dei Galli Senoni, e Marco Furio Camillo, dopo il sacco di Roma. Brenno pose la spada come contrappeso all'oro, pronunciando secondo la leggenda la locuzione.

Vae victis (pronuncia ecclesiastica: [ˈvɛ ˈviktis], pronuncia classica o restituta: [ˈwae̯ ˈwɪktiːs]), è una locuzione latina che, tradotta letteralmente, significa "guai ai vinti".
La locuzione è divenuta proverbiale in molte culture e viene più frequentemente utilizzata come amaro commento dinanzi ad una crudele sopraffazione o ad un beffardo accanimento di chi ha di fronte un avversario non più in grado di difendersi.

## L'episodio
Secondo lo storico Tito Livio (Ab Urbe condita libri V,48), sarebbe stata pronunciata da Brenno, capo dei Galli Senoni, che alla testa dei suoi aveva sconfitto ed occupato Roma nel 390 a.C.: i Romani stavano pesando su una bilancia l'oro che avrebbero dovuto versare al condottiero gallo come tributo di guerra, quando qualcuno fra loro protestò perché i pesi erano truccati. Brenno allora sfoderò la sua pesante spada e l'aggiunse sul piatto dei pesi (da pareggiare con l'oro), rendendo quindi il calcolo ancora più iniquo, ed esclamò appunto Vae victis, per significare che le condizioni di resa le dettano i vincitori sulla sola base del diritto del più forte.
La tradizione romana tramanda anche che Marco Furio Camillo, venuto a conoscenza della richiesta di riscatto, tornò velocemente a Roma per affrontare di persona Brenno. Una volta giunto alle bilance gettò anch'egli la propria spada sui piatti, così da compensare il peso della spada del barbaro, quindi gli si rivolse dicendo Non auro, sed ferro, recuperanda est patria (ossia: "Non con l'oro si deve riscattare la Patria, ma con il ferro"). I Romani, a seguito di quest'episodio e dietro la guida di Furio Camillo, si riorganizzarono: la città venne liberata dai Galli, e il condottiero romano continuò a inseguire Brenno e i suoi anche oltre i confini di Roma. Brenno fu quindi costretto a ritornare nella Gallia Cisalpina.

## Veridicità dell'episodio
Circa la veridicità di questo dettaglio del relato di Livio, il parere generale degli storici vuole che essa sia piuttosto scarsa, sia per la notevole distanza temporale degli eventi narrati (Livio ne scrisse circa tre secoli dopo l'evento) e quindi probabilmente è solo una leggenda, sia perché presumibilmente tendente a screditare, anche relativamente ad un fatto di molto precedente, la pubblica "immagine" dei Galli, che al tempo in cui Livio componeva il suo testo erano da poco stati conquistati e sottomessi da Giulio Cesare.
C'è di vero che i Galli Senoni, partiti da Senigallia (che per l'appunto si chiamava "Sena Gallica") per una spedizione di razzia nell'Etruria meridionale, avendo agevolmente vinto presso Chiusi si diressero verso Roma, che non seppe opporre un'adeguata resistenza e fu sconfitta presso il fiume Allia; dopo questa battaglia Brenno condusse i suoi verso l'Urbe, che sottomise facilmente e velocemente (solo il Campidoglio fu protetto, dalle famose oche), compiendo il primo sacco di Roma.
La spedizione celtica aveva quale fine essenziale il saccheggio e per questo si concluse con il versamento di un pesante tributo mentre; se si fosse trattato di una guerra di conquista, una così sconfortante disfatta della città avrebbe potuto mutare il corso della storia. Si è presunto, pertanto, che il celebrativo Livio, capace di più profonde analisi in altre parti della sua opera, intenzionalmente non abbia evidenziato che si trattò di un momento gravissimo della storia romana, sia per non scrivere che Roma poteva essere messa in pericolo, sia per non fornire inopportuni suggerimenti (quantunque delineandone alcune costanti debolezze strategiche) ad altri potenziali aggressori. L'evento fu quindi registrato ponendo l'accento sulla scarsa "sportività" di Brenno e sintetizzandone un conciso quanto significativo monito.

## Citazioni
- La locuzione Vae Victis venne pronunciata anche da Napoleone nel Trattato di Tolentino, rivolgendosi al Monsignor Lorenzo Caleppi, che trovava il trattato iniquo.[senza fonte]

- Nel 1947, in un discorso all'Assemblea Costituente, il filosofo Benedetto Croce si pronunciò contro la ratifica, da parte della Repubblica Italiana, del trattato di pace di Parigi con le potenze vincitrici della seconda guerra mondiale, paragonando l'atteggiamento di queste ultime a quello del capo gallico:

- La locuzione è citata anche dallo scrittore e storico tedesco Robert Gerwarth ne La rabbia dei Vinti riferendosi alle umilianti condizioni di pace che la Francia impose alla Germania nel 1919 a Versailles dopo la prima guerra mondiale.

## Nella cultura di massa
- Vae Victis è anche l'espressione esclamata da Kain, protagonista della saga videoludica di Legacy of Kain, al momento dell'uccisione dei propri nemici in Blood Omen, il primo capitolo della serie, e Defiance, il quinto ed ultimo capitolo.
- Uno dei primi cinque draghi leggendari di Magic: l'Adunanza si chiamava Vaevictis Asmadi, (gli altri erano Chromium, Nicol Bolas, Palladia-Mors e Arcades Sabboth, fratelli tra di loro e cugini di Vaevictis).
- Vae Victis! è una serie a fumetti di Simon Rocca e Jean-Yves Mitton.
- la locuzione è spesso inserita nei dialoghi pronunciati dai legionari romani, negli albi di Asterix, fumetto di Goscinny ed Uderzo.
- Vae Victis è il titolo di un romanzo di Annie Vivanti, ambientato durante la prima guerra mondiale e nello specifico durante lo stupro del Belgio.
- Vae Victis è la frase che il Generale Acacio (Pedro Pascal) pronuncia prima di affrontare il combattimento nell'arena del Colosseo, nel film Il Gladiatore II.